# Hrabstwo Clay (Kentucky)

Piramida wieku hrabstwa

Hrabstwo Clay – hrabstwo w USA, w stanie Kentucky. Według danych z 2010 roku, hrabstwo zamieszkiwało 21730 osób. Siedzibą hrabstwa jest Manchester.

## Miasta
- Manchester
- Oneida (CDP)